# Teena Johnsons
Teena John Johnsons (Tóquio, 13 de Junho de 1981) é uma cantora e compositora japonesa.

## Biografia
Teena Johnsons nasceu em Tóquio, participou de várias trilhas sonoras em jogos de vídeo game.
Gravou seu primeiro álbum em 2005 chamado El Suelo foi gravado no Brasil, porém em espanhol, vendeu bastante, porém deixou ela bem famosa no Brasil. Em 2007, Teena gravou seu segundo álbum, especial para as crianças chamado Tribute To Children foi gravado na Argentina e no México, porém em inglês, vendeu pouco. Último álbum de Teena Johnsons se chama Control, foi gravado nos Estados Unidos, em inglês, causou muita polêmica pela vulgaridade, pOs pais denunciaram Teena, e foi o fim da bela carreira de Teena.

## Discografia

### Álbuns
- 2005: El Suelo
- 2007: Tribute To Children
- 2010: Control